# Nathan Larson

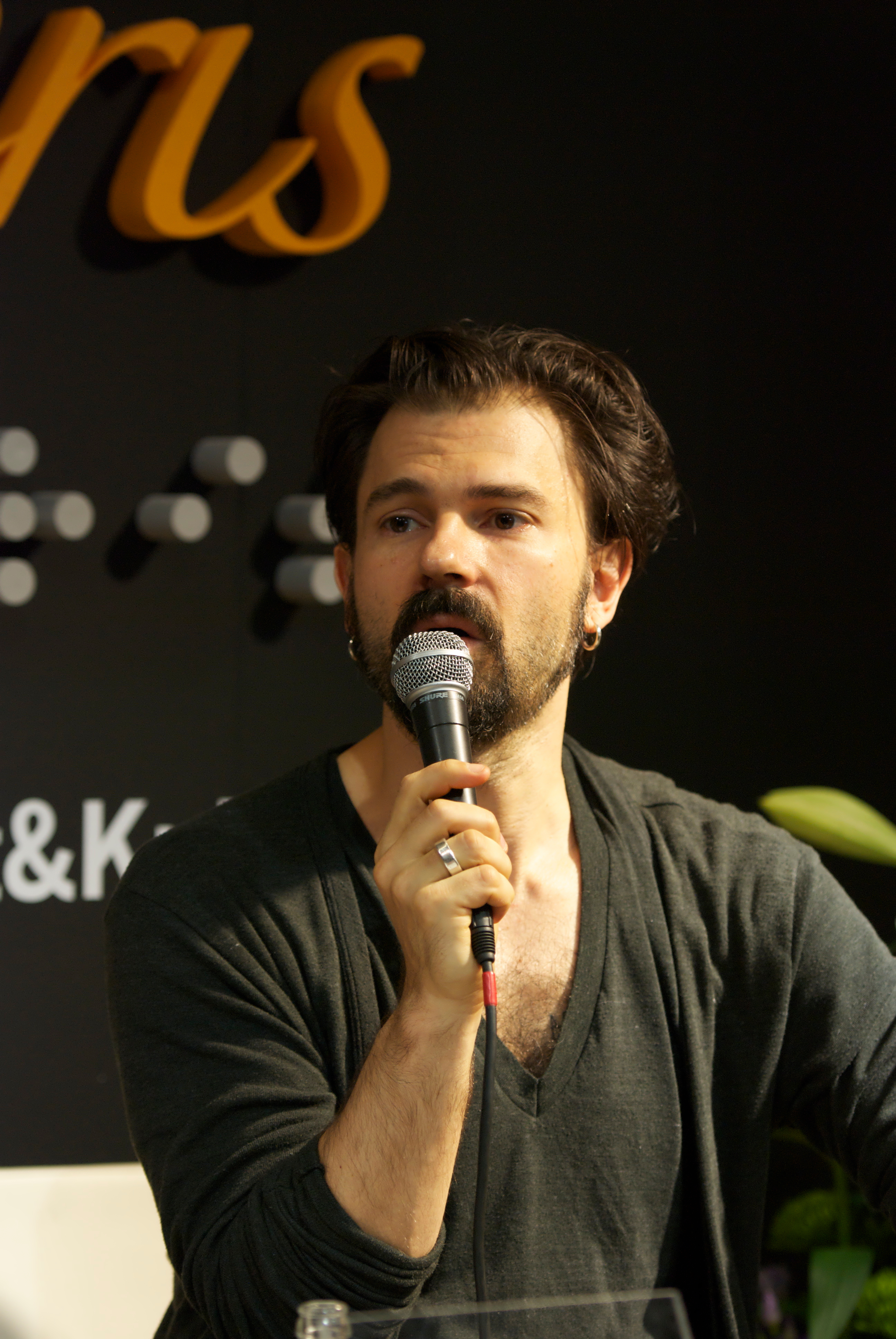
Nathan Larson (2011)

Nathan Larson (* 12. September 1970 in Maryland) ist ein US-amerikanischer Filmkomponist, Musiker und Schriftsteller.

## Leben
Er gilt als der kreative Kopf hinter Mind Science of the Mind und ist der Gründer der Band Hot One. In den 1990er Jahren war Larson Gitarrist der Band Shudder to Think und Bassist der Hartpunkrock-Band Swiz. Er ist mit Nina Persson, Sängerin der schwedischen Gruppe The Cardigans, verheiratet und hat mit ihr einen gemeinsamen Sohn. Das Paar wohnte in New York City und spielt zusammen in der Band A Camp. Seit 2016 wohnt er mit seiner Familie in der südschwedischen Stadt Malmö.

## Werke

### Filmografie (Auswahl)
- 1999: Boys Don’t Cry
- 2000: Tigerland
- 2001: Prozac Nation – Mein Leben mit der Psychopille (Prozac Nation)
- 2002: Malcolm (Kurzfilm)
- 2002: Lilja 4-ever
- 2002: Storytelling
- 2002: Le Chateau
- 2002: Kleine schmutzige Tricks (Dirty Pretty Things)
- 2003: Der Mann, der lächelte (Mannen som log)
- 2003: Doppelspitze (The Deal)
- 2004: The Woodsman
- 2004: Lovesong for Bobby Long
- 2004: Palindrome
- 2005: Little Fish
- 2008: Choke – Der Simulant (Choke)
- 2008: Der Börsen-Crash (August)
- 2008: Yes Madam, Sir
- 2009: Like Dandelion Dust
- 2009: The Messenger – Die letzte Nachricht (The Messenger)
- 2010: Trust
- 2011: Der große Crash – Margin Call (Margin Call)
- 2011: Our Idiot Brother
- 2012: Girls Against Boys
- 2012: Tiger Eyes
- 2013: +1
- 2013: The Moment
- 2014: The Skeleton Twins
- 2015: Picknick mit Bären (A Walk in the Woods)
- 2016: Rupture – Überwinde deine Ängste (Rupture)
- 2017: Saturday Church
- 2018: Juliet, Naked
- 2018: Alex Strangelove

### Diskografie
- 1992: Shudder to Think – Your Choice Live Series Your Choice Records
- 1994: Shudder to Think – Pony Express Record
- 1996: Mind Science of the Mind – Mind Science of the Mind (Sony Music)
- 1997: Shudder to Think – 50,000 B.C. (Sony Music)
- 1998: Shudder to Think – High Art (Soundtrack) (Velvel Records)
- 1998: Shudder to Think – First Love, Last Rites (Soundtrack)
- 2001: Nathan Larson – Jealous God (Artemis Records)
- 2004: Nathan Larson – FilmMusik (Commotion Records)
- 2006: Hot One – Hot One (Modern Imperial Records)
- 2001: A Camp – A Camp (Stockholm Records)

### Romane
- 2011 The Dewey Decimal System
  - 2/14 – ein Dewey-Decimal-Roman, dt. von Andrea Stumpf; Diaphanes, Zürich, Berlin 2014. ISBN 978-3-03734-654-9.
- 2012 The Nervous System
  - Boogie Man – der zweite Dewey-Decimal-Roman, dt. von Andrea Stumpf; Diaphanes, Zürich, Berlin 2014. ISBN 978-3-03734-703-4.
- 2015 The Immune System
  - Zero One Dewey, dt. von Andrea Stumpf; Polar Verlag, Hamburg, 2016. ISBN 978-3-945133-33-0.